# Familles des Plantes
Familles des Plantes (abreviado Fam. Pl.) fue un libro con descripciones botánicas que fue editado por el botánico, micólogo, algólogo, pteridólogo francés de origen escocés Michel Adanson. Fue publicado en París en dos volúmenes en el año 1763.